# 入江大樹
入江 大樹（いりえ だいき、2002年6月6日 - ）は、大阪府堺市出身のプロ野球選手（内野手）。右投右打。東北楽天ゴールデンイーグルス所属。

## 経歴

### プロ入り前
中学校時代は堺中央ビッグボーイズに所属し、中学校卒業後は仙台育英高校に進学。
2020年のドラフト会議で東北楽天ゴールデンイーグルスからドラフト5位指名を受けた。11月18日には契約金3000万円、年俸550万円（金額は推定）という条件で入団した。背番号は63。

### 楽天時代
2021年、1月14日にドラフト会議前から痛めていた左肩の手術（左反復性肩関節脱臼による修復術）を受けた。8月18日に二軍戦で公式戦デビューを果たし、初打席で初安打を放った。最終的に二軍戦で20試合に出場した。
2022年、二軍での遊撃手のレギュラーとして、79試合の出場で打率.243・3本塁打・25打点の成績を残した。
2023年、前年に引き続き二軍で主に遊撃手としてチームトップの107試合に出場。打率.251・3本塁打・38打点の成績を残した。失策数を前年の半分に減らすなどと守備面での成長を示した。
2024年は、シーズン終盤の10月3日の福岡ソフトバンクホークス戦で「9番・遊撃手」としてプロ初の一軍出場を果たし、6回に有原航平からプロ初安打、8回にも尾形崇斗から安打を放ち、マルチ安打を記録した。最終的な成績は、一軍では5試合の出場で打率.417（12打数5安打）、二軍では98試合の出場で打率.259、4本塁打、36打点となった。11月3日に20万円増の推定年俸550万円で契約を更改した。

## 選手としての特徴
高校通算本塁打は16本。長打力があると評されるが、右方向への打撃が課題。50メートル走は6秒3、遠投は100メートル。

## 詳細情報

### 年度別打撃成績
| 年 度     | 球 団     | 試 合 | 打 席 | 打 数 | 得 点 | 安 打 | 二 塁 打 | 三 塁 打 | 本 塁 打 | 塁 打 | 打 点 | 盗 塁 | 盗 塁 死 | 犠 打 | 犠 飛 | 四 球 | 敬 遠 | 死 球 | 三 振 | 併 殺 打 | 打 率 | 出 塁 率 | 長 打 率 | O P S |
| --------- | --------- | ----- | ----- | ----- | ----- | ----- | -------- | -------- | -------- | ----- | ----- | ----- | -------- | ----- | ----- | ----- | ----- | ----- | ----- | -------- | ----- | -------- | -------- | ----- |
| 2024      | 楽天      | 5     | 14    | 12    | 2     | 5     | 0        | 0        | 0        | 5     | 0     | 0     | 0        | 1     | 0     | 1     | 0     | 0     | 3     | 0        | .417  | .462     | .417     | .878  |
| 通算：1年 | 通算：1年 | 5     | 14    | 12    | 2     | 5     | 0        | 0        | 0        | 5     | 0     | 0     | 0        | 1     | 0     | 1     | 0     | 0     | 3     | 0        | .417  | .462     | .417     | .878  |

- 2024年度シーズン終了時

### 年度別守備成績
| 年 度 | 球 団 | 三塁  | 三塁  | 三塁  | 三塁  | 三塁  | 三塁     | 遊撃  | 遊撃  | 遊撃  | 遊撃  | 遊撃  | 遊撃     |
| 年 度 | 球 団 | 試 合 | 刺 殺 | 補 殺 | 失 策 | 併 殺 | 守 備 率 | 試 合 | 刺 殺 | 補 殺 | 失 策 | 併 殺 | 守 備 率 |
| ----- | ----- | ----- | ----- | ----- | ----- | ----- | -------- | ----- | ----- | ----- | ----- | ----- | -------- |
| 2024  | 楽天  | 3     | 2     | 3     | 1     | 0     | .833     | 2     | 7     | 5     | 0     | 2     | 1.000    |
| 通算  | 通算  | 3     | 2     | 3     | 1     | 0     | .833     | 2     | 7     | 5     | 0     | 2     | 1.000    |

- 2024年度シーズン終了時

### 記録
初記録
- 初出場・初先発出場：2024年10月3日、対福岡ソフトバンクホークス25回戦（みずほPayPayドーム福岡）、「9番・遊撃手」で先発出場
- 初打席：同上、3回表に有原航平から三ゴロ
- 初安打：同上、6回表に有原航平から左前安打
- 初打点：2025年7月8日、対埼玉西武ライオンズ10回戦（ベルーナドーム）、9回表に佐々木健から遊ゴロの間に記録

### 背番号
- 63（2021年[6] - ）

### 登場曲
- 『Hometown』韻マン（2021年 - ）